# Distrito de Saint-Girons
El distrito de Saint-Girons es un distrito (en francés arrondissement) de Francia, que se localiza en el departamento de Ariège, de la región de Mediodía-Pirineos (en francés Midi-Pyrénées). Cuenta con 6 cantones y 82 comunas.

## División territorial

### Cantones
Los cantones del distrito de Saint-Girons son:
1. Cantón de Castillon-en-Couserans
2. Cantón de Massat
3. Cantón de Oust
4. Cantón de Sainte-Croix-Volvestre
5. Cantón de Saint-Girons
6. Cantón de Saint-Lizier

### Comunas
| 1. Aleu (09005)                    | 2. Alos (09008)                         | 3. Antras (09011)                 | 4. Argein (09014)                 |
| 5. Arrien-en-Bethmale (09017)      | 6. Arrout (09018)                       | 7. Aucazein (09025)               | 8. Audressein (09026)             |
| 9. Augirein (09027)                | 10. Aulus-les-Bains (09029)             | 11. Bagert (09033)                | 12. Balacet (09034)               |
| 13. Balaguères (09035)             | 14. Barjac (09037)                      | 15. La Bastide-du-Salat (09041)   | 16. Betchat (09054)               |
| 17. Bethmale (09055)               | 18. Biert (09057)                       | 19. Bonac-Irazein (09059)         | 20. Les Bordes-sur-Lez (09062)    |
| 21. Boussenac (09065)              | 22. Buzan (09069)                       | 23. Bédeille (09046)              | 24. Castelnau-Durban (09082)      |
| 25. Castillon-en-Couserans (09085) | 26. Caumont (09086)                     | 27. Cazavet (09091)               | 28. Cescau (09095)                |
| 29. Clermont (09097)               | 30. Contrazy (09098)                    | 31. Couflens (09100)              | 32. Cérizols (09094)              |
| 33. Encourtiech (09110)            | 34. Engomer (09111)                     | 35. Ercé (09113)                  | 36. Erp (09114)                   |
| 37. Esplas-de-Sérou (09118)        | 38. Eycheil (09119)                     | 39. Fabas (09120)                 | 40. Gajan (09128)                 |
| 41. Galey (09129)                  | 42. Illartein (09141)                   | 43. Lacave (09148)                | 44. Lacourt (09149)               |
| 45. Lasserre (09158)               | 46. Lescure (09164)                     | 47. Lorp-Sentaraille (09289)      | 48. Massat (09182)                |
| 49. Mauvezin-de-Prat (09183)       | 50. Mauvezin-de-Sainte-Croix (09184)    | 51. Mercenac (09187)              | 52. Montardit (09198)             |
| 53. Montesquieu-Avantès (09204)    | 54. Montgauch (09208)                   | 55. Montjoie-en-Couserans (09209) | 56. Montégut-en-Couserans (09201) |
| 57. Moulis (09214)                 | 58. Mérigon (09190)                     | 59. Orgibet (09219)               | 60. Oust (09223)                  |
| 61. Le Port (09231)                | 62. Prat-Bonrepaux (09235)              | 63. Rimont (09246)                | 64. Rivèrenert (09247)            |
| 65. Saint-Girons (09261)           | 66. Saint-Jean-du-Castillonnais (09263) | 67. Saint-Lary (09267)            | 68. Saint-Lizier (09268)          |
| 69. Sainte-Croix-Volvestre (09257) | 70. Salsein (09279)                     | 71. Seix (09285)                  | 72. Sentein (09290)               |
| 73. Sentenac-d'Oust (09291)        | 74. Sor (09297)                         | 75. Soueix-Rogalle (09299)        | 76. Soulan (09301)                |
| 77. Taurignan-Castet (09307)       | 78. Taurignan-Vieux (09308)             | 79. Tourtouse (09313)             | 80. Uchentein (09317)             |
| 81. Ustou (09322)                  | 82. Villeneuve (09335)                  |                                   |                                   |